# فهرست کتیبه‌های هخامنشی
فهرستی از کتیبه‌های هخامنشی یافت شده در مناطق مختلف:
1. کتیبۀ داریوش بزرگ در بیستون
2. کتیبه داریوش بزرگ در آپادانا
3. کتیبه‌های داریوش بزرگ در تخت جمشید
4. کتیبه‌های داریوش بزرگ در بیستون
5. کتیبه‌های داریوش بزرگ در شوش
6. کتیبه‌های داریوش بزرگ در مصر
7. کتیبه‌های داریوش بزرگ در دامنۀ کوه الوند
8. کتیبه‌های خشایارشا در تخت جمشید
9. کتیبه‌های خشایارشا در مکتوب بر لوح سنگی در تخت جمشید
10. کتیبه‌های خشایارشا در مکتوب بر لوح سنگی در نزدیکی تخت جمشید
11. کتیبه‌های خشایارشا در شوش
12. کتیبه‌های خشایارشا در دامنۀ کوه الوند
13. کتیبه‌های خشایارشا روی دیوار قصر وان در ترکیه
14. کتیبه‌های اردشیر یکم در تخت جمشید
15. کتیبه‌های داریوش دوم در شوش
16. کتیبه‌های داریوش دوم در موزۀ ایران باستان
17. کتیبه‌های داریوش دوم در همدان
18. کتیبه‌های داریوش دوم در شوش
19. کتیبه‌های داریوش سوم در تخت جمشید